# Caenanthura enigmatica
Caenanthura enigmatica är en kräftdjursart som först beskrevs av Brian Frederick Kensley och Reid 1984.  Caenanthura enigmatica ingår i släktet Caenanthura och familjen Anthuridae. Inga underarter finns listade i Catalogue of Life.